# Dimorphocalyx malayanus
Dimorphocalyx malayanus är en törelväxtart som beskrevs av Joseph Dalton Hooker. Dimorphocalyx malayanus ingår i släktet Dimorphocalyx och familjen törelväxter. Inga underarter finns listade i Catalogue of Life.